# Music for Films
Music for Films è il settimo album in studio del musicista britannico Brian Eno, pubblicato nel 1978 dalla E.G. Records.

## Il disco
Originalmente pubblicato in edizione limitata nel 1976, Music for Films venne inviato ad alcuni registi affinché potessero usare i suoi brani nelle loro colonne sonore. Music for Films avrà due seguiti: Music for Films Volume 2 (1983) e Music for Films III (1988).
L'album è stato definito dal musicista una "colonna sonora per film immaginari". È costituito da tracce la cui breve durata (che varia da un minuto e mezzo ai quattro) le rende antitetiche a quelle più lunghe delle successive pubblicazioni di Eno.
Le tracce Sparrowfall (1), Slow Water, Final Sunset, e M386, sono adoperate rispettivamente nei film  A Better Tomorrow di John Woo, Jubilee e All'ultimo respiro di  Jim McBride, e Rock 'n' Roll High School di Allan Arkush.

## Tracce
I brani qui presenti sono quelli presenti nella prima pubblicazione.
Musiche di Brian Eno.
1. M386 – 2:50
2. Aragon – 1:37
3. From the Same Hill – 3:00
4. Inland Sea – 1:24
5. Two Rapid Formations – 3:23
6. Slow Water – 3:16
7. Sparrowfall (1) – 1:10
8. Sparrowfall (2) – 1:43
9. Sparrowfall (3) – 1:23
10. Quartz – 2:02
11. Events in Dense Fog – 3:43
12. There Is Nobody – 1:43
13. A Measured Room – 1:05
14. Patrolling Wire Borders – 1:42
15. Task Force – 1:22
16. Alternative 3 – 3:15
17. Strange Light – 2:09 (composta con Fred Frith)
18. Final Sunset – 4:13

## Formazione
- Rhett Davies - tromba (solo in Strange Light) assistente di produzione
- John Cale - viola (solo in Patrolling Wire Borders)
- Phil Collins - percussioni
- Robert Fripp - chitarra elettrica (solo in Slow Water)
- Fred Frith - chitarra elettrica
- Percy Jones - basso elettrico
- Bill MacCormick - basso elettrico (solo in Two Rapid Formations)
- Dave Mattacks - percussioni (solo in Two Rapid Formations)
- Paul Rudolph - chitarra
- Rod Melvin - pianoforte elettrico

## Classifiche
| Classifica (2021) | Posizione massima |
| ----------------- | ----------------- |
| Grecia            | 40                |